# خياط

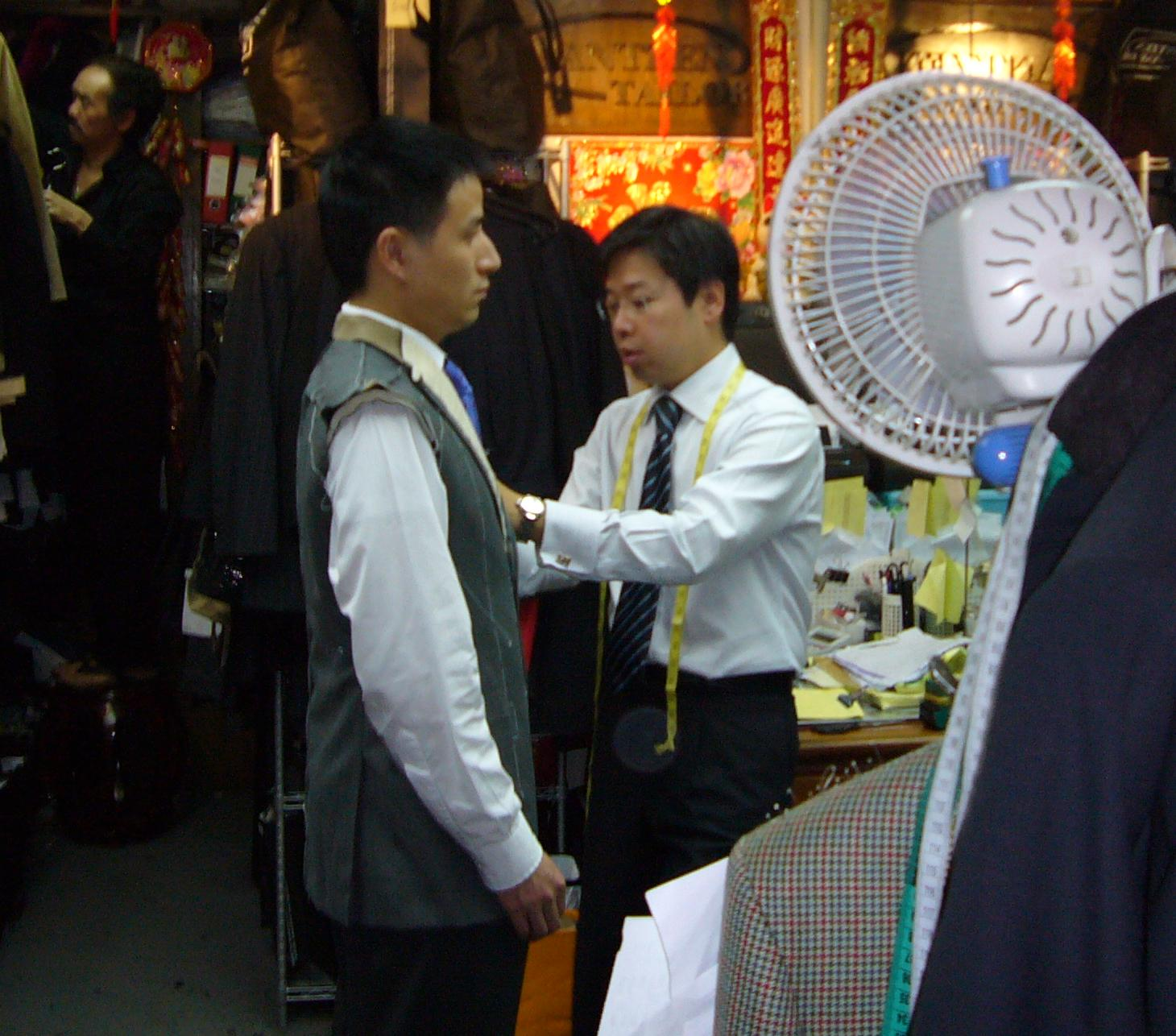
خياط بقوم بقياس أبعاد جسم زبون في هونغ كونغ في الصين

الخياط هو الشخص الذي يتخذ من الخياطة مهنة له، وهي عملية ربط الملابس أو الجلود أو الفرو أو المواد المرنة الأخرى ببعضها البعض باستخدام إبرة وخيط. وارتبط تطور هذه الصنعة دائماً بتطور النسيج. وتستخدم الخياطة أساساً لإنتاج الملابس والمفروشات المنزلية مثل الستائر، وفرش الأسرة، والتنجيد، وبياضات الموائد. وتستخدم أيضاً من أجل أشرعة السفن، والأعلام، والبنى الأخرى المكونة من مواد مرنة مثل الجلود.
ومعظم أعمال الخياطة في العالم الصناعي تنجز باستخدام الآلات. ويخيط بعض الناس الملابس بأنفسهم لهم ولعائلاتهم. وتكون الخياطات المنزلية عادة بغاية إصلاح الملابس، مثل إصلاح درزة ممزقة أو استبدال زر مفقود. وينظر أحياناً إلى الخياطة على أنها صنعة لا تحتاج إلى الكثير من المهارة، إلا أن تحويل القماش المسطح إلى ملابس تحتوي العديد من الثقوب والشقوق والانحناءات والطيات بطريقة معقدة يتطلب مستوى عال من المهارة والخبرة لتحويل القماش إلى تصميم ناعم خال من التجاعيد والتموجات. وتضيف الرسوم الموجودة على القماش مزيدًا من الصعوبة إلى هذه الصنعة.

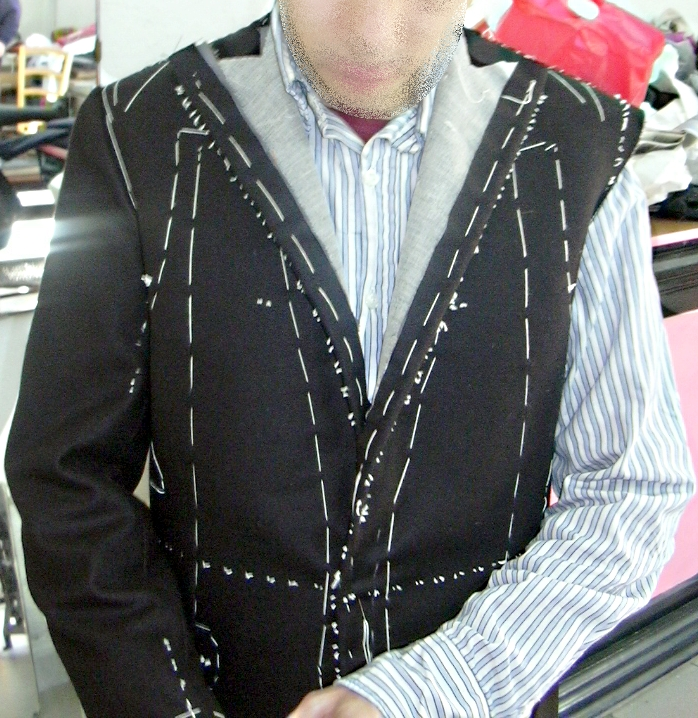
أخذ المقاسات في إيطاليا

## وصلات خارجية
- The History of Tailoring (Overview)
- The Custom Tailors and Designers Association of America (CTDA)
- The Professional Association of Custom Clothiers (PACC)